# Lixophaga diatraeae
Lixophaga diatraeae är en tvåvingeart som först beskrevs av Townsend 1916.  Lixophaga diatraeae ingår i släktet Lixophaga och familjen parasitflugor. Inga underarter finns listade i Catalogue of Life.